# Leichtathletik-Weltmeisterschaften 1987/1500 m der Frauen

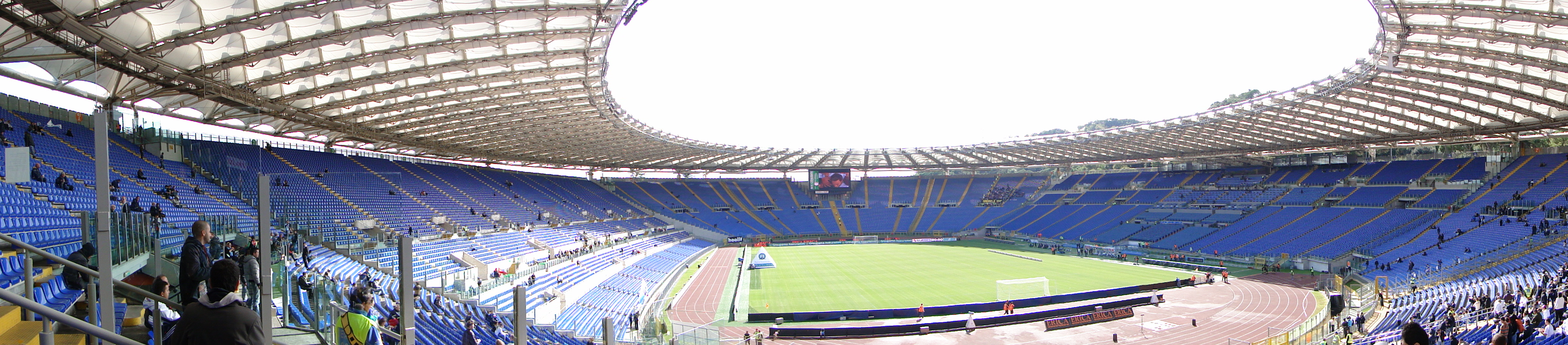
Das Olympiastadion in Rom

Der 1500-Meter-Lauf der Frauen bei den Leichtathletik-Weltmeisterschaften 1987 wurde am 3. und 5. September 1987 im Olympiastadion der italienischen Hauptstadt Rom ausgetragen.
Weltmeisterin wurde die Vizeeuropameisterin von 1986 Tetjana Samolenko aus der Sowjetunion, die damit nach ihrem Sieg über 3000 Meter ihre zweite Goldmedaille bei diesen Europameisterschaften erringen konnte. Sie gewann vor Hildegard Körner, frühere Hildegard Ullrich aus der DDR. Bronze ging an die rumänische Olympiazweite von 1984 Doina Melinte, frühere Doina Beșliu, die im selben Jahr auch Olympiasiegerin über 800 Meter geworden war.

## Rekorde

### Bestehende Rekorde
| Weltrekord               | 3:52,47 min | Tatjana Kasankina | Zürich, Schweiz               | 13. August 1980 |
| Weltmeisterschaftsrekord | 4:00,90 min | Mary Decker       | WM 1983 in Helsinki, Finnland | 14. August 1983 |

### Rekordverbesserung
Weltmeisterin Tetjana Samolenko aus der Sowjetunion verbesserte den bestehenden WM-Rekord im Finale am 5. September um 2,34 Sekunden auf 3:58,56 min. Damit blieb sie wie drei weitere Finalistinnen hinter ihr als erste Läuferin bei Weltmeisterschaften unter vier Minuten.

## Doping
In diesem Wettbewerb gab es einen Dopingfall:
Die nach dem WM-Rennen abgegebene Dopingprobe der zunächst drittplatzierten Schweizerin Sandra Gasser wurde positiv auf Testosteron getestet. Ihre Medaille musste sie abgeben, darüber hinaus wurde sie für zwei Jahre gesperrt.
Benachteiligt waren dadurch in erster Linie zwei Läuferinnen:
- Die Rumänin Doina Melinte erhielt ihre Bronzemedaille erst mit Verspätung und konnte nicht an der Siegerehrung teilnehmen.
- Die Marokkanerin Fatima Aouam wäre über die Zeitregel im Finale startberechtigt gewesen.

## Vorrunde
3. September 1987
Die Vorrunde wurde in drei Läufen durchgeführt. Die ersten vier Athletinnen pro Lauf – hellblau unterlegt – sowie die darüber hinaus drei zeitschnellsten Läuferinnen – hellgrün unterlegt – qualifizierten sich für das Finale.

### Vorlauf 1
| Platz | Name              | Nation                | Zeit (min)                                     |
| ----- | ----------------- | --------------------- | ---------------------------------------------- |
| 1     | Doina Melinte     | Rumänien              | 4:05,41                                        |
| 2     | Hildegard Körner  | DDR                   | 4:05,42                                        |
| 3     | Tetjana Samolenko | Sowjetunion           | 4:05,48                                        |
| 4     | Elly van Hulst    | Niederlande           | 4:05,57                                        |
| 5     | Linda Sheskey     | USA                   | 4:06,03                                        |
| 6     | Fatima Aouam      | Marokko               | 4:07,38 eigentlich für das Finale qualifiziert |
| 7     | Yvonne Murray     | Großbritannien        | 4:07,83                                        |
| 8     | Brit McRoberts    | Kanada                | 4:08,37                                        |
| 9     | Annika Ericson    | Schweden              | 4:11,59                                        |
| 10    | Maria Lomba       | São Tomé und Príncipe | 5:01,43                                        |
| DNS   | Salina Chirchir   | Kenia                 |                                                |

### Vorlauf 2

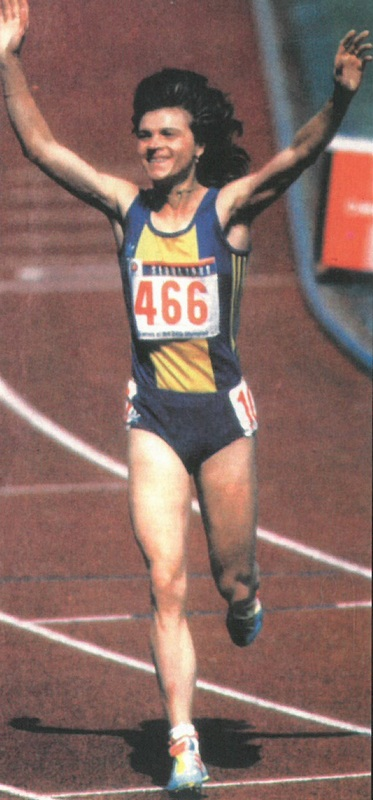
Paula Ivan, im kommenden Jahr Olympiasiegerin auf dieser Strecke, verpasste das Finale um einen Rang

| Platz | Name                | Nation             | Zeit (min)                |
| ----- | ------------------- | ------------------ | ------------------------- |
| 1     | Andrea Hahmann      | DDR                | 4:05,18                   |
| 2     | Marina Jachmenjowa  | Sowjetunion        | 4:05,51                   |
| 3     | Mitica Junghiatu    | Rumänien           | 4:05,60                   |
| 4     | Debbie Bowker       | Kanada             | 4:05,90                   |
| 5     | Diana Richburg      | USA                | 4:07,10                   |
| 6     | Brigitte Kraus      | BR Deutschland     | 4:07,40                   |
| 7     | Agnese Possamai     | Italien            | 4:08,84                   |
| 8     | Florence Giolitti   | Frankreich         | 4:09,08                   |
| 9     | Alphocinah Simelane | Swasiland          | 4:35,64                   |
| 10    | Georgina Tomisato   | Amerikanisch-Samoa | 5:49.52                   |
| DOP   | Sandra Gasser       | Schweiz            | für das Finale zugelassen |

### Vorlauf 3
| Platz | Name                 | Nation         | Zeit (min) |
| ----- | -------------------- | -------------- | ---------- |
| 1     | Ulrike Bruns         | DDR            | 4:08,36    |
| 2     | Cornelia Bürki       | Schweiz        | 4:08,39    |
| 3     | Swetlana Kitowa      | Sowjetunion    | 4:08,64    |
| 4     | Kirsty Wade          | Großbritannien | 4:09,06    |
| 5     | Paula Ivan           | Rumänien       | 4:09,28    |
| 6     | Vera Michallek       | BR Deutschland | 4:09,89    |
| 7     | Regina Jacobs        | USA            | 4:12,52    |
| 8     | Christine Pfitzinger | Neuseeland     | 4:13,59    |
| 9     | Maite Zúñiga         | Spanien        | 4:16,21    |
| 10    | Evelyn Adiru         | Uganda         | 4:17,72    |
| 11    | Kriscia García       | El Salvador    | 4:34,76    |

## Finale

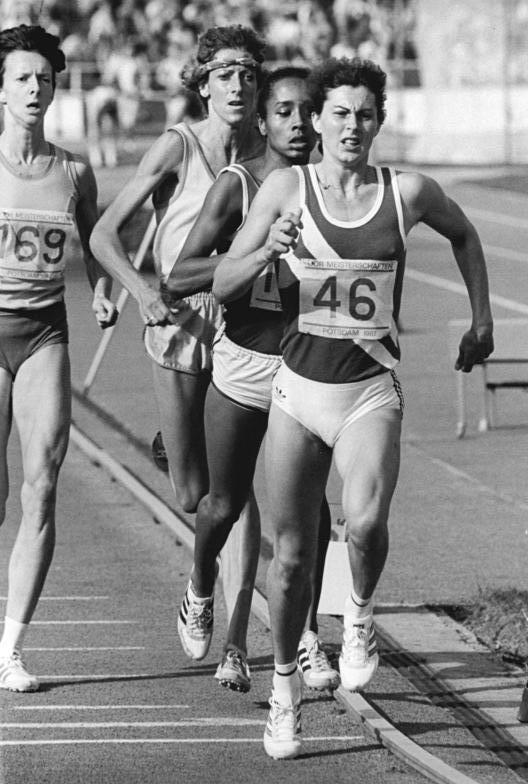
Hildegard Körner (Nr. 46), frühere Hildegard Ullrich, wurde Vizeweltmeisterin

5. September 1987
| Platz | Name               | Nation         | Zeit (min) |
| ----- | ------------------ | -------------- | ---------- |
| 1     | Tetjana Samolenko  | Sowjetunion    | 3:58,56 CR |
| 2     | Hildegard Körner   | DDR            | 3:58,67    |
| 3     | Doina Melinte      | Rumänien       | 3:59,27    |
| 4     | Cornelia Bürki     | Schweiz        | 3:59,90    |
| 5     | Andrea Hahmann     | DDR            | 4:00,63    |
| 6     | Kirsty Wade        | Großbritannien | 4:01,41    |
| 7     | Diana Richburg     | USA            | 4:01,79    |
| 8     | Elly van Hulst     | Niederlande    | 4:03,63    |
| 9     | Swetlana Kitowa    | Sowjetunion    | 4:04,66    |
| 10    | Linda Sheskey      | USA            | 4:08,33    |
| 11    | Debbie Bowker      | Kanada         | 4:00,38    |
| 12    | Mitica Junghiatu   | Rumänien       | 4:10,35    |
| 13    | Marina Jachmenjowa | Sowjetunion    | 4:10,51    |
| DNF   | Ulrike Bruns       | DDR            |            |
| DOP   | Sandra Gasser      | Schweiz        |            |

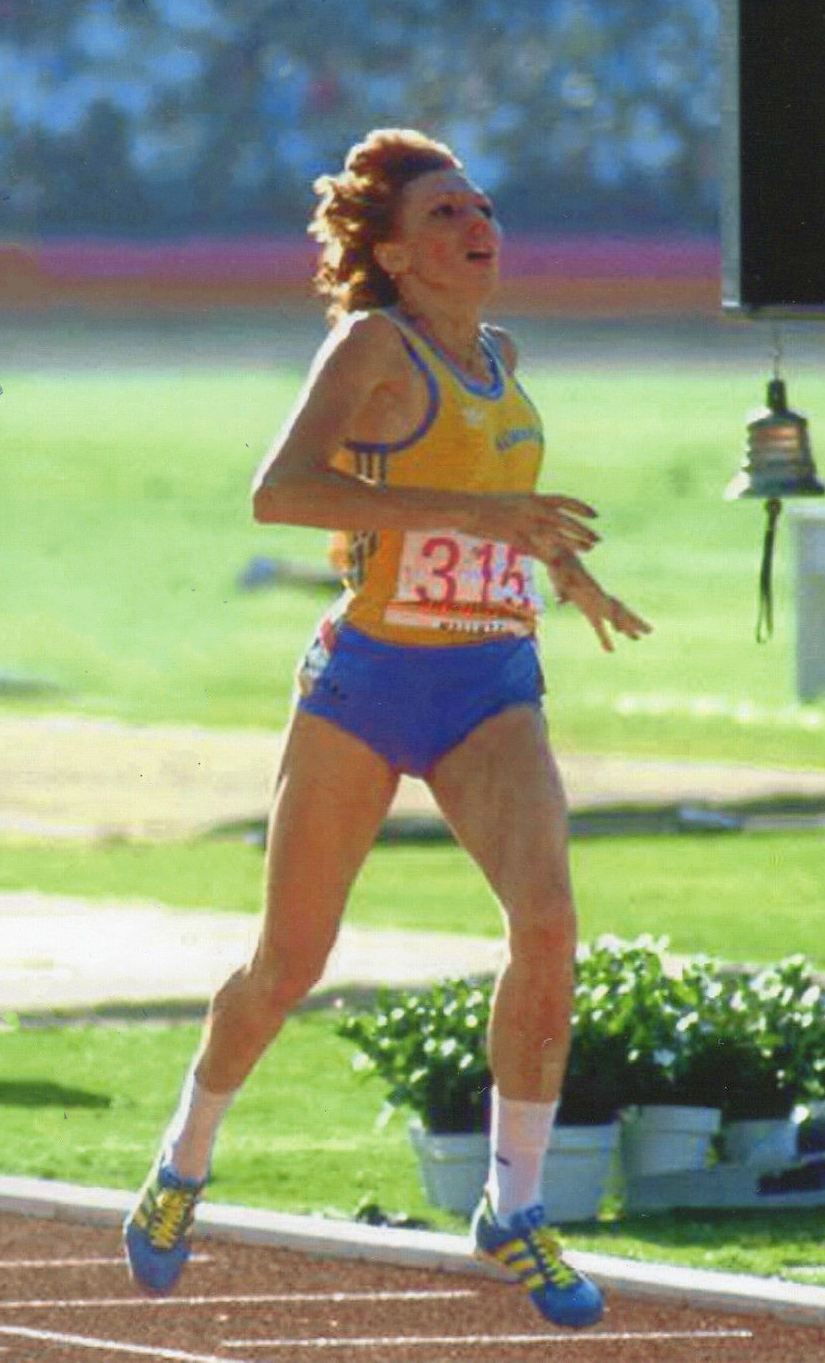
Doina Melinte, frühere Doina Beșliu, 1984 Olympiazweite und Olympiasiegerin über 800 Meter, errang Bronze
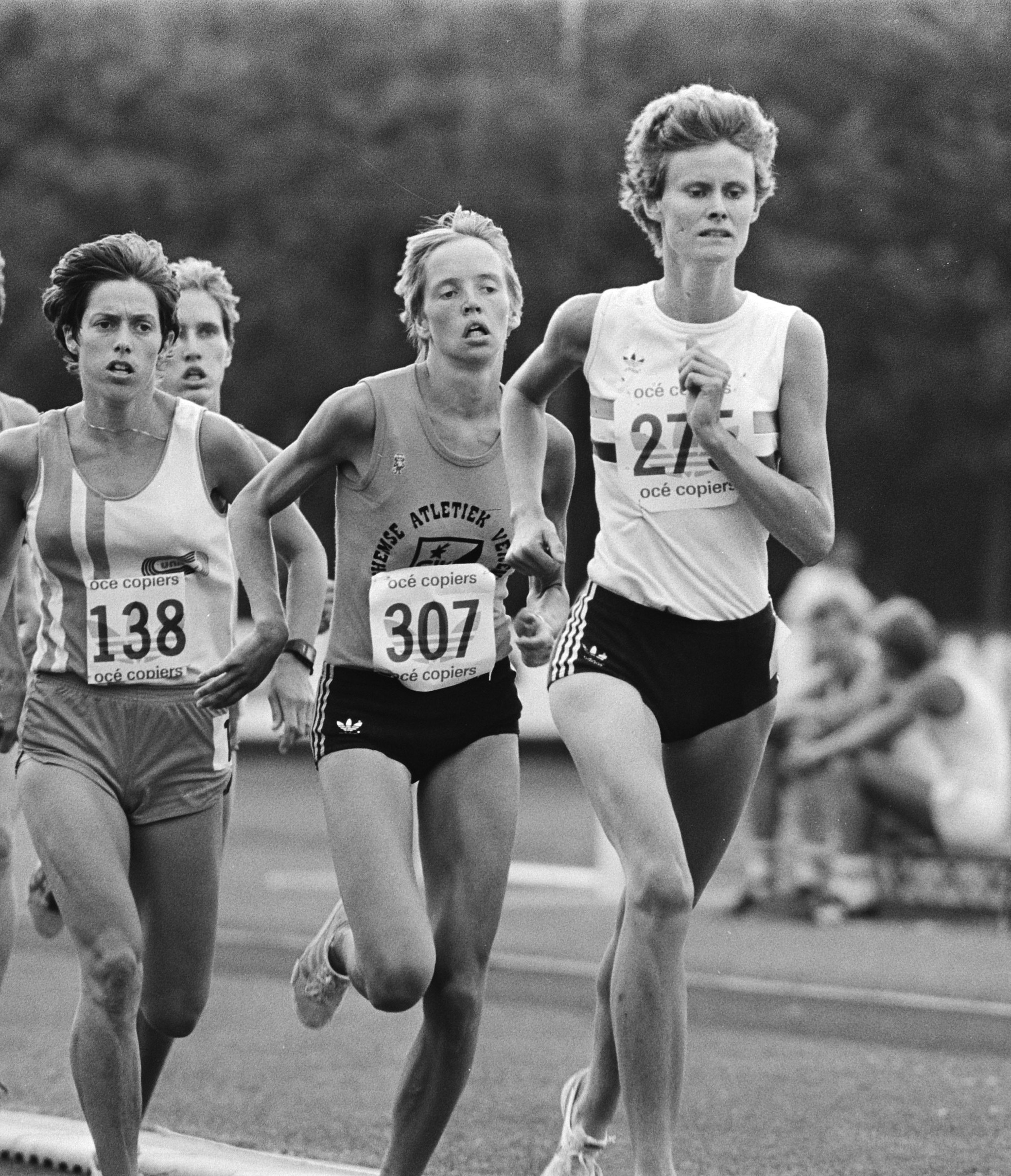
Elly van Hulst (Nr. 27), Sechste über 3000 Meter, belegte Rang acht
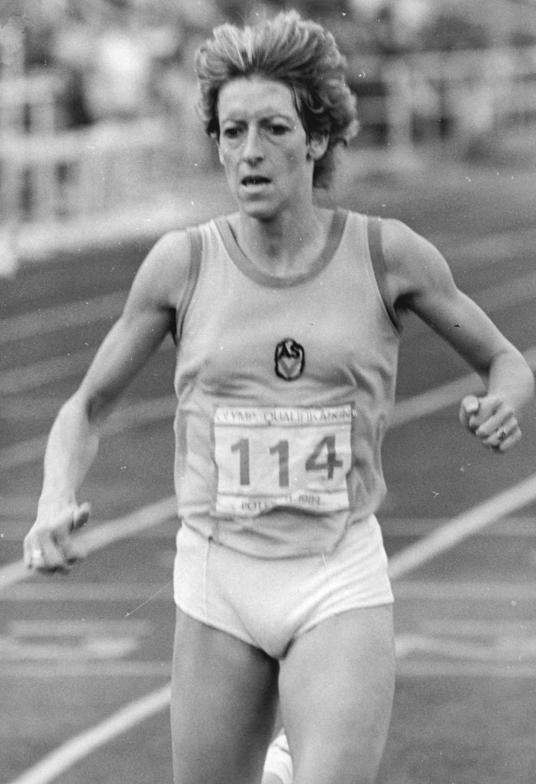
Ulrike Bruns, frühere Ulrike Klapezynski, 1976 Olympiadritte und 1986 EM-Dritte über 10.000 Meter, kam hier nicht ins Ziel, nach dem sie vier Tage zuvor Bronze über 3000 Meter errungen hatte